# Hans Gerhard Gräf

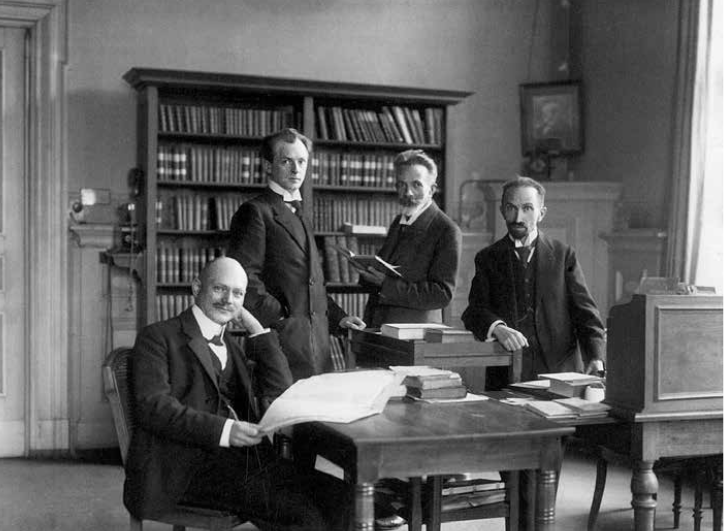
Litteratvetarna Max Hecker, Hans Wahl, Hans Gerhard Gräf och Julius Wahle (omkring 1918).

Hans Gerhard Gräf, född den 5 maj 1864 i Weimar, död den 20 december 1942 i Jena, var en tysk litteraturforskare.
Gräf var en av samtidens främsta Goethekännare, och har gjort sin största insats genom det monumentala excerptverket Goethe über seine Dichtungen (9 band, 1901–1914). Gräf redigerade 1914–1923 Jahrbuch der Goethe-Gesellschaft och var därutöver verksam som utgivare, essayist och lyriker. Han tilldelades Gyllene Goethemedaljen 1920.